# Cynthia Ann Parker

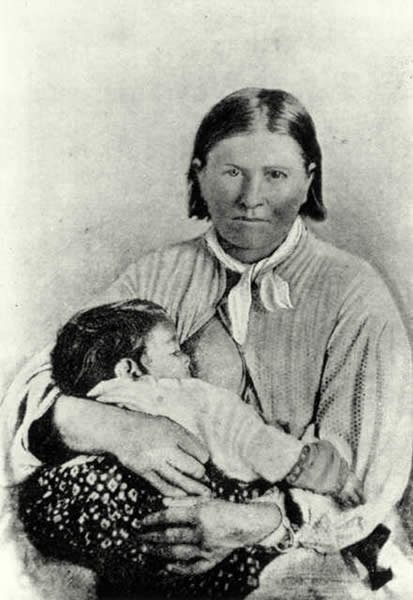
Cynthia Ann Parker, fotografiert wohl Ende der 1860er Jahre. Sie trägt ihr Haar zum Ausdruck ihrer Trauer kurz. Auf dem Arm hält sie ihre Tochter Topsannah (Prärieblume), die innerhalb eines Jahres starb; Denver Public Library, Western History Collection.

Cynthia Ann Parker (* zwischen 1825 und 1827 wohl im Crawford County, Illinois; † 1870 ebenda) war die älteste Tochter der Siedler Silas Mercer Parker und Lucy (Duty) Parker. Sie wurde 1836 während des Fort-Parker-Massakers von Comanchen entführt und später von einer Indianerfamilie adoptiert. Als Siebzehnjährige heiratete sie einen Kriegshäuptling. Zu den gemeinsamen Kindern zählt Quanah Parker, der später als Häuptling lange gegen europäische Siedler kämpfte.
Cynthia Ann Parker wurde 1860 von Texas Rangern aufgegriffen und gegen ihren Willen zu ihrer Familie zurückgebracht. Sie versuchte mehrfach vergeblich, zu ihrer indianischen Familie zurückzukehren. Sie verweigerte schließlich jede Nahrungsaufnahme und starb 1870.

## Kindheit bis zur Entführung
Folgt man nicht dem Grabstein, auf dem als Geburtsjahr 1827 steht, sondern dem Zensus des Anderson County in Texas, so wurde Cynthia Ann zwischen dem 2. Juni 1824 und dem 31. Mai 1825 geboren. Als sie neun Jahre alt war, zog ihre Familie nach Texas, um dort das hölzerne Fort Parker im heutigen Limestone County zu errichten. Auf dem Weg dorthin starb ihr Bruder bei einem Sturz, als einer der Wagen ein Rad verlor und er durch ein gesplittertes Holz tödlich an der Brust verletzt wurde. Der Patriarch der Familie, John Parker, hatte Verträge mit lokalen Indianern geschlossen, von denen er irrtümlicherweise wohl glaubte, sie seien für alle dort lebenden Indigenen bindend. 
Am 19. Mai 1836 wurden die neun- bis elfjährige Cynthia Ann, ihr jüngerer Bruder John, ihre fünfzehnjährige Cousine Rachel Plummer und deren kleiner Sohn James Pratt Plummer sowie ihre Tante Elisabeth Kellogg bei einem Überfall von etwa 500 Comanchen gekidnappt, die durch verbündete Kiowa und Kichai verstärkt waren. Insgesamt wurden bei dem Überfall fünf Männer getötet und zwei Frauen sowie drei Kinder verschleppt. Außer Cynthia Ann und Rachel Plummer wurden alle Entführten wieder freigelassen.

## Leben bei den Indianern
Cynthia Ann und ihr Bruder John wurden von verschiedenen Indianerfamilien adoptiert und wie eigene Kinder aufgezogen – im Gegensatz zu ihrer Cousine Rachel, die versklavt und misshandelt wurde. Rachel Plummer wurde nach zwei Jahren Gefangenschaft von ihrer Familie freigekauft und zog wieder zu ihrem Ehemann. Sie schrieb das Buch Rachel Plummer’s Narrative of Twenty One Months Servitude as a Prisoner Among the Commanchee (Rachel Plummers Geschichte der 21 Monate Knechtschaft als Gefangene unter den Comanchen). Geboren am 22. März 1819, starb sie am 19. März 1839.
Cynthia Ann behielt zunächst ihren Taufnamen. „Cynthia“ klang in den Ohren der Comanchen oder Comanche wie das indianische Wort „Tsini-tia“ („Bleibt eine Weile“), das zur Situation des Mädchens bei den Indianern passte. Bei den Comanchen waren jedoch Namensänderungen üblich, wenn sich die Lebenssituation eines Menschen änderte. So erhielt Cynthia Parker einen neuen Namen, der „Naduah“ (auch Narua oder Nadua geschrieben) wiedergegeben wird.
Als Siebzehnjährige heiratete sie den Häuptling Peta Nokona („Wanderer“), mit dem sie ein Blutband einging. Er war einer der Kriegshäuptlinge, die eine eigene „band“ gegründet hatten, in seinem Falle Nokoni genannt. Die Tatsache, dass Peta Nokona, im Gegensatz zu den meisten anderen Häuptlingen seines Stammes, keine Nebenfrauen hatte, spricht für eine Liebesheirat. Aus der Ehe gingen die Söhne Quanah („Duft“), Pecos („Pecannuss“) sowie die Tochter Toh-Tsee-Ah („Prärieblume“) hervor.

## Rückkehr zur Familie Parker

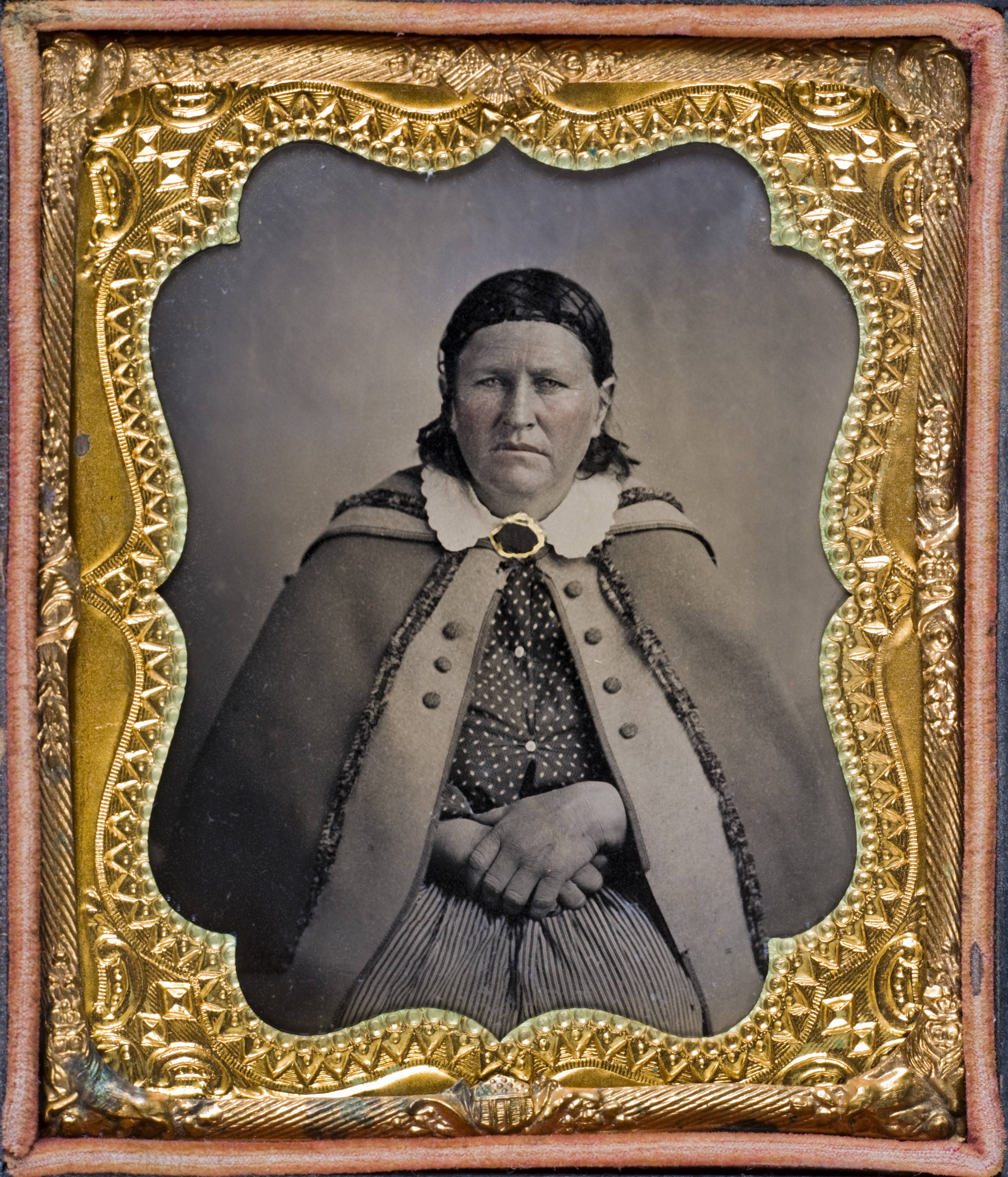
Eine Fotografie von 1861, Cynthia Ann Parker trägt ihr Haar noch lang

Cynthia Anns Onkel James W. Parker hatte es sich zu seiner Lebensaufgabe gemacht, seine Nichte und seinen Neffen wiederzufinden. Im Dezember 1860 – nach fast 25 Jahren bei den Comanchen – wurde Cynthia Ann von Texas Rangers unter der Leitung von Lawrence Sullivan „Sul“ Ross während der Schlacht am Pease River gefangen genommen. Ross und sein Koch Antonio Martinez hatten Peta Nokona verfolgt, auf den Ross drei Mal schoss. Dieser stürzte vom Pferd, lebte allerdings noch. Martinez, der selbst in der Gefangenschaft der Comanchen gewesen und dessen Familie von diesen getötet worden war, erschoss den Häuptling mit Ross' Erlaubnis. Ob es sich bei dem Ermordeten tatsächlich um Peta Nokona handelte, wurde diskutiert. Cynthia Ann war von ihrem Mann und ihren Söhnen getrennt worden. 
Unter den Gefangenen entdeckte Ross eine blauäugige Frau. Diese sprach kein Englisch. Obwohl einige der Ranger darauf drängten, die Gefangene zu ihrem Stamm zu bringen, entschied Ross, sie ihrer weißen Familie zu überantworten, an die sie wenige Erinnerungen hatte. Zunächst schickte er sie nach Camp Cooper, wobei er eine Botschaft an den dortigen Colonel Isaac Parker schickte, dessen Tochter entführt worden war. Da Cynthia Ann mehrfach versuchte zu fliehen, wurde ihr älterer Bruder Silas 1862 zu ihrem Aufpasser (guardian). Er nahm sie mit in sein Haus im Van Zandt County. Als Silas für die konföderierte Armee gemustert wurde, lebte Cynthia Ann bei ihrer Schwester Orlena. Nach einigen Berichten verhandelte die Familie bereits wegen ihrer Rückkehr zu ihrem Stamm, als der Sezessionskrieg ausbrach. 
Cynthia erfuhr nichts davon, dass zwei Jahre nach ihrer Rückkehr zu den Parkers ihr Sohn Pecos starb. Nach dem Tod ihrer Tochter Toh-Tsee-Ah, die an einer Grippe erkrankte und an Lungenentzündung starb, verlor Cynthia Ann ihren verbliebenen Lebensmut und verweigerte fortan die Nahrung. Sie starb laut Grabstein allerdings erst 1870. Beigesetzt wurde sie auf dem Fosterville-Friedhof im Anderson County bei Frankston. Ihr Sohn Quanah ließ ihre sterblichen Überreste 1910 auf den Post Oak Cemetery bei Cache in Oklahoma verbringen, wo sie 1911 erneut beerdigt wurde. Sie und ihr Sohn wurden 1957 wiederum auf den Militärfriedhof von Fort Sill verbracht.

## Verarbeitungen ihrer Lebensgeschichte
Lucia St. Clair Robson schilderte Cynthia Ann Parkers Leben im Roman Die mit dem Wind reitet.